# Sto jarních kilometrů

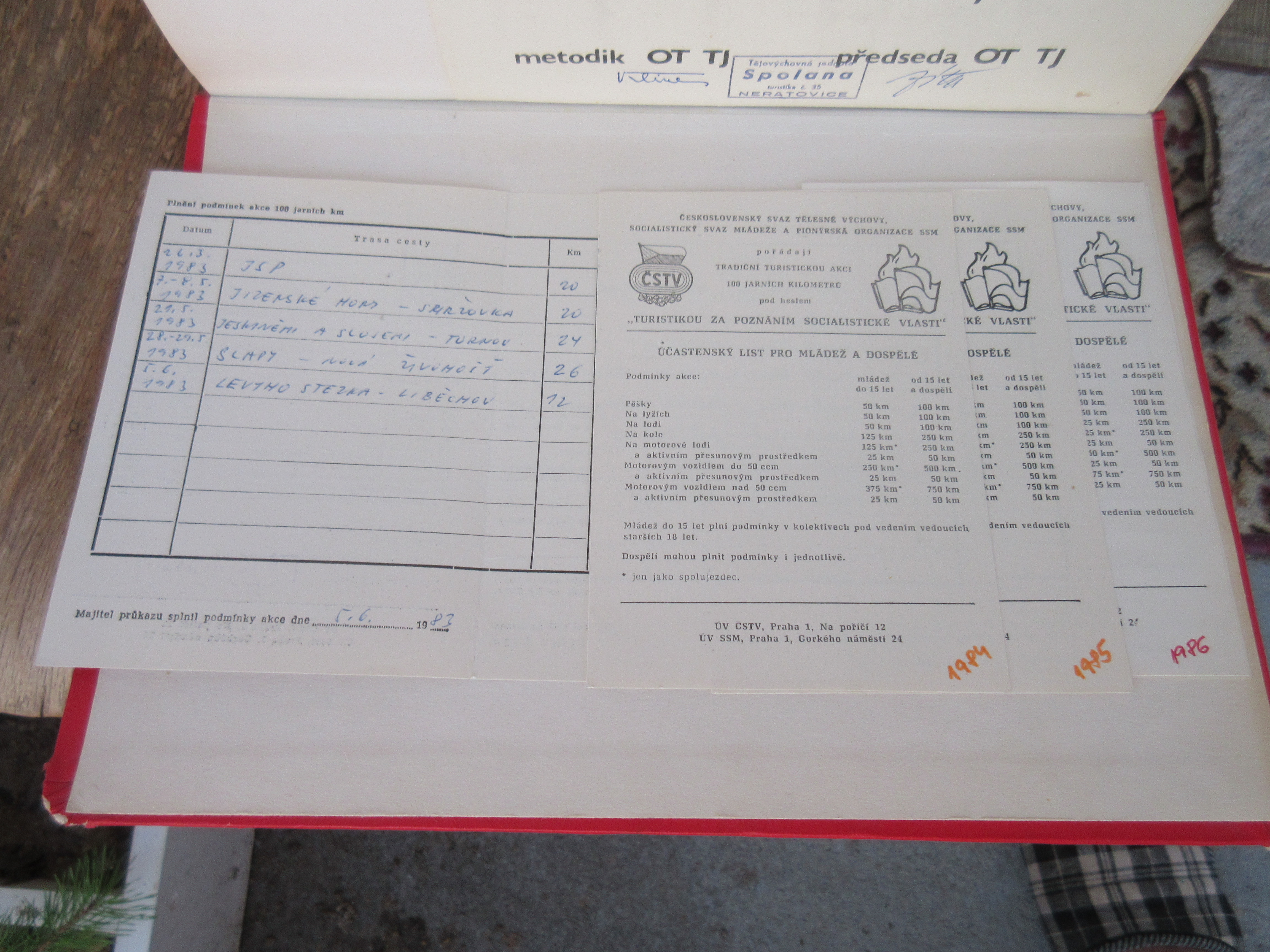
Výkazy Sto jarních kilometrů

Sto jarních kilometrů byla masová akce ČSTV založená po roce 1957 pro turistickou veřejnost. 

## Historie
Začínala zpravidla kolem prvního jarního dne a končila s nástupem školních prázdnin. Po absolvování předepsaného počtu kilometrů dostal turista odznak a průkazku Buď fit. Později byla průkazka změněna, v hlavičce byl nejen Československý svaz tělesné výchovy, ale i Socialistický svaz mládeže a Pionýrská organizace SSM. Kilometráž byla upravena s ohledem na věk (do a nad 15 let) a druh přesunového prostředku (pěšky, na lyžích, na lodi atd.).
V roce 1990 akci v omezené míře převzaly některé oblasti a odbory Klubu českých turistů. Původní ČSTV zanikl.